# Шварценберг, Георг Людвиг фон
Граф Георг Людвиг фон Шварценберг цу Гогенландсберг (нем. Georg Ludwig von Schwarzenberg zu Hohenlandsberg; 24 декабря 1586, Штраубинг — 21 июля 1646, Мурау) — австрийский придворный, генерал и дипломат.

## Биография
Принадлежал к старшей баварской линии Шварценбергов. Пятый сын Кристофа II фон Шварценберга цу Гогенландена (1550—1596) и Анны Кергль цу Фюрт (1553—1622), ставший наследником семейных владений в 1627 году, после смерти старших братьев и племянника.
Тесные связи баварского и среднеавстрийского дворов отчасти обусловили начало карьеры Шварценберга, ставшего в 1604 году камергером эрцгерцога Фердинанда. Пользовался расположением Габсбурга и его влиятельного советника Ганса Ульриха фон Эггенберга. В 1605 году сопровождал Эггенберга в дипломатической миссии в Мадрид, затем совершил несколько поездок по Франции, Нидерландам и Италии. Стал советником и оберстшталмейстером эрцгерцога Фердинанда.
В 1612 году был направлен посланником в Бреслау к епископу Карлу, брату Фердинанда, затем к польскому королю Сигизмунду III и пфальцграфу Филиппу Людвигу Нойбургскому, мужу Анны фон Юлих-Клеве, наследницы Юлих-Клеве-Берга и Равенштейна. Наибольшее значение имела миссия к князьям Католической лиги (1616), с целью заключения вооруженного союза против Венеции, которая начала ускокскую войну против эрцгерцога Фердинанда, но это посольство успеха не достигло.
С началом Тридцатилетней войны Шварценберг был послан в Лондон к Якову I, тестю «зимнего короля» Фридриха Пфальцского, чтобы помешать англичанам оказать поддержку претензиям Фридриха на Богемию.
Для укрепления союза с Испанией было решено заключить брак наследника престола эрцгерцога Фердинанда с инфантой Марией. Главой императорского посольства 1624 года был эрцгерцог Карл, епископ Бреслау и великий магистр Тевтонского ордена, при котором Шварценберг состоял в качестве главного управляющего. В ходе переговоров с испанским правительством возник проект создания испано-австрийско-германской компании для торговли с Индиями, для чего требовалось захватить порты на голландской территории и нейтрализовать Данию. Вернувшись в Вену, Шварценберг 26 апреля 1625 представил императору подробный меморандум и после рассмотрения этого документа Эггенбергом 25 ноября 1625 был назначен имперским послом на конфнренции в Брюсселе, где с 9 мая по 4 декабря 1626 шли переговоры с Испанией и Католической лигой. Идея не получила развития из-за противоречий между интересами Испании, Баварии, других имперских князей и Ганзейской лиги. Переговоры Шварценберга при различных германских дворах безрезультатно тянулись до сентября 1628 года.
Разочаровавштсь в дипломатической деятельности, граф поступил на военную службу, получив в 1631 году генеральство на Вараждинской военной границе. Его современник Франц Кристоф Кевенхюллер в Annales Ferdinandei сообщает, что Шварценберг хорошо справлялся с обязанностями командующего. Был произведен императором в тайные советники и гофмаршалы.
24 декабря 1624 пожалован Филиппом IV в рыцари ордена Золотого руна, став первым представителем семейства Шварценбергов, удостоившимся этой награды.
Орденские инсигнии получил из рук императора в Клостернойбургском дворце в день Святого Андрея в 1628 году, в присутствии наследника престола, графа фон Меггау и гербового короля ордена.

## Семья
1-я жена (1617): Анна Нойман фон Вассерлеонберг (25.11.1535—18.12.1623), 82-летняя вдова, пять раз бывшая замужем. Протестантка с большим состоянием, унаследовавшая от пресекшейся ветви штирийских Лихтенштейнов владение Мурау в Оберланде.
2-я жена графиня Мария Элизабет фон Зульц-Клетгау (ок. 1587—12.12.1651), дочь Иоганна Людвига II фон Зульца, ландграфа в Клетгау, и Марии Элизабет фон Кенигсегг-Аулендорф
Дети:
- Людвиг Эркингер (9.08.1626—22.02.1629)
- Франц Эркингер (24.09.1630—1633)

Поскольку его дети умерли в юном возрасте, Георг Людвиг столкнулся с претензиями на его наследство со стороны западно-фризских Шварценбергов. В течение многих лет отстаивал права дома Шварценбергов на фидеикомисс Зайнсхайма и в 1637 году получил поддержку голландских Шварценбергов против притязаний франконской ветви рода. Тогда же заключил соглашение о наследовании своих земель с голландской линией, в результате чего граф Иоганн Адольф унаследовал графство Шварценберг и другие франконские владения. В своем последнем завещании Георг Людвиг также назначил его наследником владения Мурау в Штирии, доставшегося Шварценбергу от первой жены.